# Асинергия
Асинергия (от др.-греч. ἀ- — приставка со значением отсутствия и др.-греч. συνεργία, от др.-греч. συν — вместе, др.-греч. εργία — действующий, действие) — нарушение способности производить сочетанные движения.
Асинергия является симптомом поражения мозжечка. Наиболее распространены следующие пробы на асинергию:
1. Больному, стоящему со сдвинутыми ногами, предлагают перегнуться назад. В норме одновременно с запрокидыванием головы ноги синергично сгибаются в коленных суставах, что позволяет сохранить устойчивость тела. При мозжечковой патологии содружественное движение в коленных суставах отсутствует и, запрокидывая голову назад, больной сразу же теряет равновесие и падает в том же направлении.
2. Больному, стоящему со сдвинутыми ногами, предлагается опереться на ладони врача, который затем неожиданно их убирает. При наличии у больного мозжечковой асинергии он падает вперёд (симптом Ожеховского). В норме же происходит лёгкое отклонение корпуса назад или же человек сохраняет неподвижность.
3. Больному, лежащему на спине на твёрдой постели без подушки, с ногами, раздвинутыми на ширину надплечий, предлагают скрестить руки на груди и затем сесть. Ввиду отсутствия содружественных сокращений ягодичных мышц больной с мозжечковой патологией не может фиксировать ноги и таз к площади опоры, в результате сесть ему не удаётся, при этом ноги больного, отрываясь от постели, поднимаются вверх (асинергия по Бабинскому)

Во время ходьбы больной с асинергией переставляет ноги вперёд, в то время как мышцы туловища не сокращаются синергично и тело как бы отстаёт от ног. В выраженных случаях человек не может подняться со стула, так как ноги при попытке подъёма недостаточно сгибаются в коленях; при взгляде вверх голова синергично не запрокидывается, отсутствует наморшивание лба; при сильном рукопожатии отсутствует разгибание в лучезапястном суставе.